# Vint anys no és res
Vint anys no és res és una pel·lícula documental dirigida per Joaquim Jordà l'any 2004.

## Argument
Reflexiona sobre la història dels protagonistes de Numax presenta... (1980), documental del mateix Jordà sobre l'autogestió de la fàbrica d'electrodomèstics Numax Electrospiro entre els anys 1977 i 1979.
| « | Des de sempre, des d'aquells llunyans anys setanta, mentre estava filmant la festa que tanca Numax presenta..., vaig pensar que aquelles imatges i aquelles paraules, els desitjos que reflectien de canvi i transformació tant individual com col·lectiva, calia que tinguessin una continuació. Un projecte que podria portar el balzaquià títol de "Les il·lusions perdudes". Recollir, al cap d'uns anys, aquells personatges que amb una alegria contradictòria, tenyida de por i carregada d'esperança, expressaven els seus desitjos de canvi. Un canvi profund, la manera de viure que havien palpat durant els mesos. Acabat de feia poc el rodatge de Numax presenta... vaig decidir, doncs, donar una segona i definitiva part a aquell film. La qüestió que es plantejava era determinar el 'quan', quan s'havia de realitzar el projecte. | » |

El film comença amb el final de Numax presenta..., on els treballadors es juraven a si mateixos que no tornarien a treballar per a un patró. Jordà ens retrata que, malgrat tot, alguns ho han aconseguit. El que tenen en comú tots els personatges del film és que consideren que van ser traïts; tots ells senten que la Transició va donar l'esquena a tots aquells que després de lluitar per l'arribada de la democràcia no encaixaven en els nous propòsits.
Va ser nominada com a millor pel·lícula documental als Premis Goya 2006.